# Johannes von Dailam
Der Heilige Johannes von Dailam (ܝܘܚܢܢ ܕܝܠܡܝܐ , Yoḥannan Daylamáyá; † 26. Januar 738) war ein christlicher Heiliger der ostsyrischen Kirche und ein Mönch, der viele Klöster in Mesopotamien und Persien gründete.

## Biografie
Dem hagiographischen Werk Syrisches Leben des Johannes von Dailam nach wurde Johannes in Ḥdattā, einem Dorf am Zusammenfluss des Großen Zab und des Tigris, im Jahr 660 geboren. In jungem Alter trat er ins Kloster von Bēṯ ʿĀbē ein. Später wurde er von den Dailamiten gefangen genommen, die sich im Krieg mit den angreifenden Arabern befanden. Von diesen wurde er nach Dailam verschleppt. Johannes konnte sich aus der Gefangenschaft befreien und wanderte in der Folgezeit umher, um den Dailamiten das Evangelium zu predigen.
Das Syrische Leben beschreibt die Rettung der Tochter eines Umayyaden-Kalifen durch Johannes. Als Belohnung erbat sich der Mönch ein Landgut in Fars im südwestlichen Persien, das von der Charadschsteuer ausgenommen werden sollte, um dort ein Kloster zu errichten. Das Werk beschreibt auch einen Besuch des Johannes in Baghdida, dessen Einwohner er zum Christentum bekehrte und wo er ein Kloster gründete, dass noch heute seinen Namen trägt, das Kloster des Sankt Johannes von Dailam. Hierbei handelt es sich allerdings um eine spätere Ergänzung der Hagiographie durch einen monophysitischen Autor, der wahrscheinlich die „nestorianische“ Vergangenheit der Stadt überschreiben wollte.
Auf seinem Weg nach Fars heilte Johannes auf wundersame Weise den arabischen Statthalter des Irak al-Hadschdschadsch. Nachdem er Behbahān erreicht hatte, bekehrte er eine Anzahl von Zoroastriern und gründete dort ein weiteres Kloster. Außerdem gründete er ein Kloster in der Nähe von Kaschkar, das der syrischsprachigen Gemeinde unterstellt wurde, um einen Konflikt zwischen den syrisch- und persischsprachigen Mönchen in der Region zu lösen. In diesem Kloster starb Johannes von Dailam am 26. Januar 738.